# Alban Rooman
Alban Rooman war ein belgischer Sportschütze.
Er nahm bei den Olympischen Sommerspielen 1900 sowohl im Einzel- als auch im Mannschaftswettbewerb im Armeerevolver über 50 m teil. Im Einzel belegte er mit 405 Punkten den 13. Platz. Im Mannschaftsbewerb, der sich aus den addierten Ergebnissen der fünf Einzelteilnehmer ergab, belegte er mit seinen Teamkollegen Pierre Eichhorn, Victor Robert, Charles Lebègue und Émile Thèves mit insgesamt 1823 Punkten den 4. und damit letzten Platz.